# Apito Final
Apito Final é um programa de esportivo, estilo mesa redonda transmitido pela Band,  possuindo um programa homônimo na Rádio Bandeirantes Porto Alegre.

## História
O programa estreou em 1986, sendo exibido aos finais de noite, debatendo e analisando os jogos da Copa do Mundo daquele ano. O programa retornou à grade da emissora para as Copas de 1990 e 1994; no mesmo ano, foi fixado em definitivo na programação, primeiramente as segundas e depois, aos domingos, após o Show do Esporte, agora discutindo a rodada do final de semana do futebol no Brasil e no Mundo, ficando no ar até 1999, como resultado da reformulação do departamento de esporte da Band, então terceirizado à Traffic, retornando brevemente para as Copas de 2002 e 2006; nessa versão, contava com as frequentes participações de Silvio Luiz, Müller, Mauro Silva, entre outros, e um cantor(a) convidado(a).
Em 02 de setembro de 2009, o programa voltou à grade da emissora às quartas-feiras, 23h45, logo após o término dos jogos de futebol transmitidos pela emissora, com a apresentação de Renata Fan e, eventualmente, de Nivaldo Prieto. Saiu da grade no final de 2010, sendo substituído por uma versão noturna do Terceiro Tempo.
Retornou à grade em 16 de julho de 2023, voltando aos domingos, inicialmente sendo exibido no horário das 22h30, substituindo o Terceiro Tempo, que deixa a programação tanto da Rede Bandeirantes, como na Rádio Bandeirantes, em favor da preservação da saúde de Milton Neves, que apresentou o quadro Gol: O Grande Momento do Futebol até deixar definitivamente a emissora, sendo este um programa já exibido pela Band entre 1980 e 2016. Em um novo formato, é apresentado pelo ex-jogador e apresentador do diário Os Donos da Bola, Neto. De 14 de abril de 2024 a 5 de janeiro de 2025, era exibido às 18h, trocando de horário com o Domingo no Cinema, que foi empurrado para às 16h até deixar a grade posteriormente devido ás transmissões do Campeonato Brasileiro de Futebol pela Série B, enquanto o antigo espaço do programa foi ocupado pelo Top Cine, que seria extinto e substituído posteriormente pelo Programa do João.
Entre 12 de janeiro e 06 de julho de 2025, passou a ser exibido às 21h, invertendo o horário com o Perrengue na Band e a faixa de documentários Planeta Selvagem, para evitar confrontos com as transmissões do Campeonato Paulista e o Brasileirão na Record, uma vez que a concorrente exibiria as suas partidas na faixa das 18h30 de domingo. A partir de 13 de julho de 2025, voltou ao horário das 18h.

## Coberturas de Copa
A Band realizou o programa Apito Final durante a cobertura de 6 edições de Copa do Mundo: 1986 no México, 1990 na Itália, 1994 nos Estados Unidos, 1998 na França, 2002 na Coreia do Sul/Japão e 2006 na Alemanha.